# Adjamé
Adjamé  est l'une des treize communes du district d'Abidjan, la plus grande ville de Côte d'Ivoire. En 2021, sa population est estimée à 340 892 habitants.
Adjamé, dont le nom signifie « la rencontre » ou « le centre » en tchaman, est située au nord de la commune du Plateau. Adjamé est la commune abritant la plus ancienne souche abidjanaise, devant Treichville.
Adjamé est le plus grand centre commercial de la ville, et abrite aussi la plus importante gare routière du pays, à partir de laquelle les lignes de bus irriguent l'ensemble de la Côte d'Ivoire ainsi que la sous-région.
Le boulevard Nangui Abrogoua, un des principaux axes qui la traverse, est un des boulevards les plus fréquentés et les plus animés d'Abidjan.

## Histoire

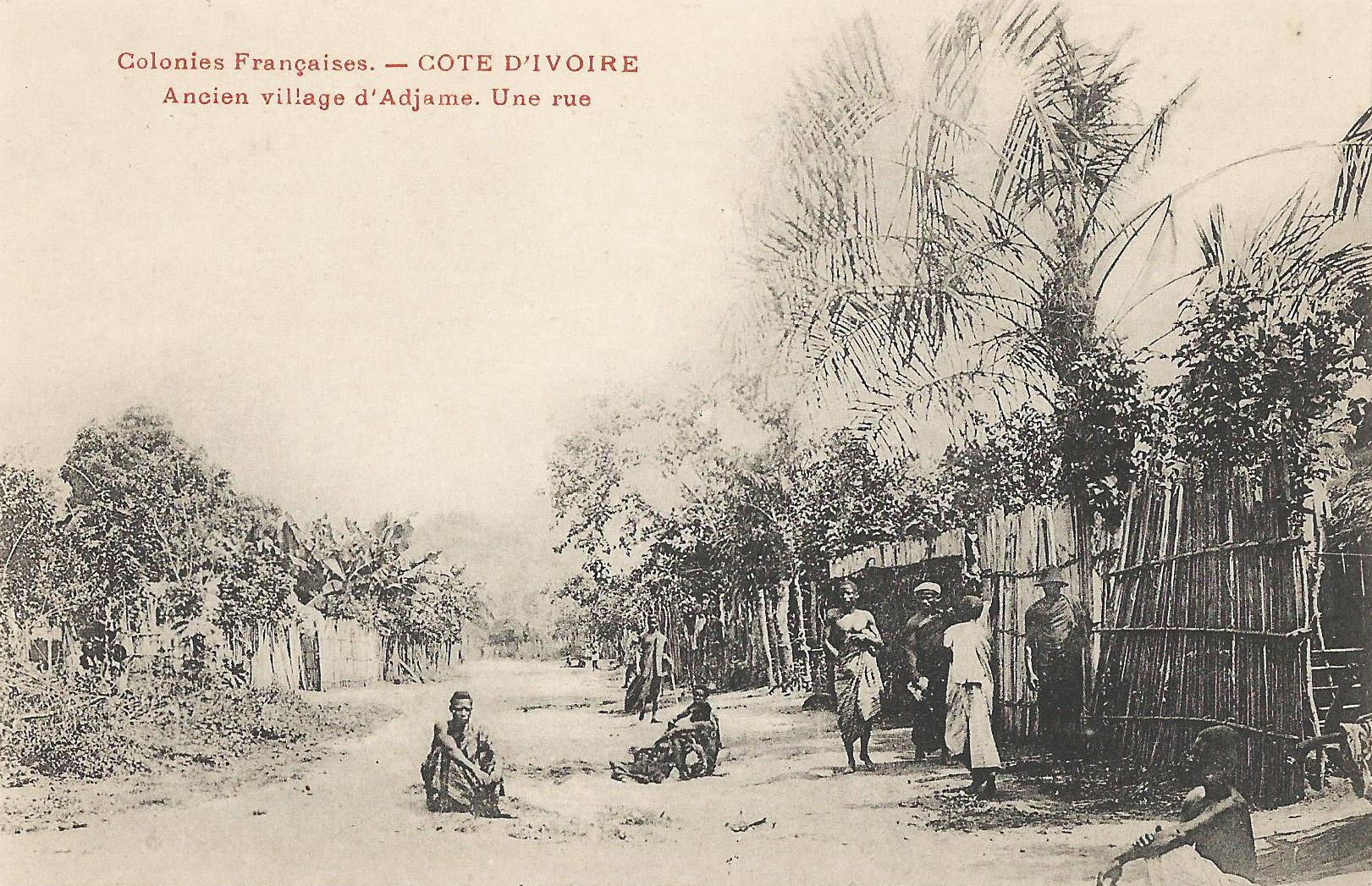
Une rue de l'ancien village.

Le nom de l'ancien village d'Adjamé est issu du peuple l'ayant fondé, les Djemian appelés aussi « Agbou djemian, Koutoukou djemian ». Avant de s'établir au cœur de l'actuelle commune, les Djemian se sont déplacés successivement de l'endroit où se tient actuellement le zoo d'Abidjan, aux rives de l'actuelle commune du Plateau en passant par l'emplacement actuel du stade Félix Houphouët-Boigny. Nangui Abrogoua, un des chefs ébrié tchamans originaire d'Adjamé, a joué un rôle important dans les négociations avec les colons français pour défendre les droits fonciers des Djemian. Son nom a été donné à l'une des plus importantes artères de la métropole, qui traverse Adjamé du nord au sud.
Alors que les colons s'installent au Plateau, les premiers migrants venus travailler sur le chantier du chemin de fer Abidjan-Niger construisent leurs cases aux abords du village d'Adjamé.
Par la suite, la commune est devenue un intense centre de négoce entre locaux et migrants mauritaniens et libanais qui y sont installés.
La commune a été créée, le 9 octobre 1980.

## Géographie
Elle a une superficie de 1 210 hectares.
Adjamé compte dix-neuf quartiers :
- Adjamé Nord ;
- Adjamé Est ;
- Adjamé Village ;
- Bromakoté ;
- Dallas ;
- Ebrié ;
- Indénié ;
- Habitat-Extension ;
- Filtisac-Sodeci ;
- Mairie 1 ;
- Mairie 2 ;
- Marie Thérèse ;
- Mirador ;
- Paillet ;
- St-Michel ;
- Williamsville 1 ;
- Williamsville 2 ;
- Williamsville 3 ;
- 220 Logements.

### Lieux notables
- 220 Logements.

## Administration

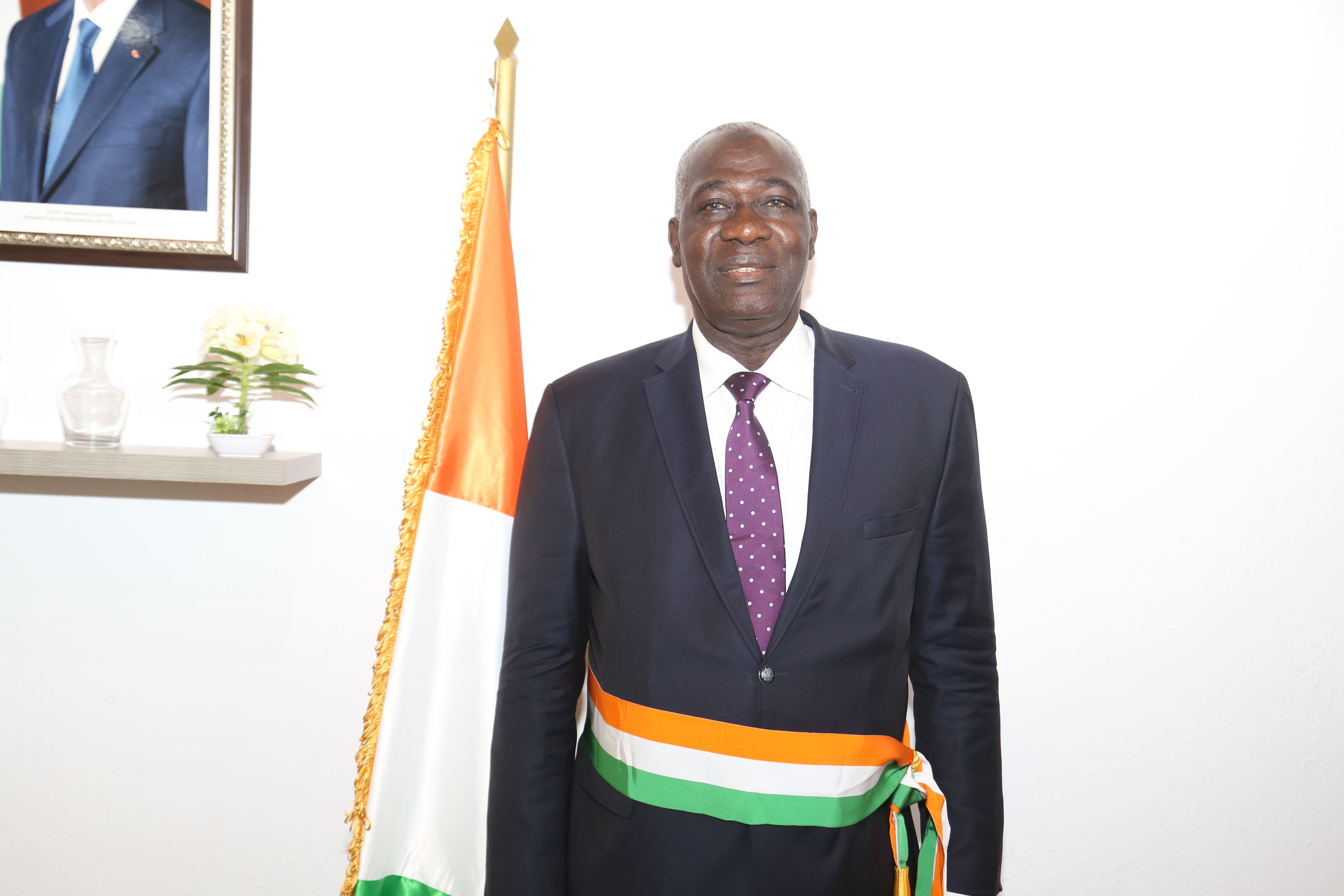
Soumahoro Farikou, maire de la commune d'Adjamé.

| Date d'élection | Identité              | Parti    |
| --------------- | --------------------- | -------- |
| 1970-1980       | Joseph Attoumbré      | PDCI-RDA |
| 1980-1985       | Jean Benjamin Amoa    | PDCI-RDA |
| 1985-1996       | Lassina Dembélé       | PDCI-RDA |
| 1996-2001       | Pierre Djédji Amondji | FPI      |
| 2001-2013       | Youssouf Sylla        | RDR      |
| 2013-2018       | Youssouf Sylla        | RHDP     |
| 2018-2023       | Soumahoro Farikou     | RHDP     |
| 2023-           | Soumahoro Farikou     | RHDP     |

## Économie
Adjamé est le plus grand centre commercial de la ville, attirant les populations de toutes les autres communes du district d'Abidjan. Elle abrite notamment les marchés de produits vivriers car c'est à partir d'Adjamé, que se fait la distribution de la plus grande partie des denrées alimentaires pour la ville. Elle abrite trois des structures commerciales de vente en gros les plus importantes de la ville.
Si les dix communes d’Abidjan sont chacune dotées de plusieurs marchés, Adjamé en comptabilise pour sa part une vingtaine. Débordant largement sur les rues alentour, les zones commerciales finissent par se toucher si bien que la commune tout entière est devenue un gigantesque marché.
Ainsi, de l'INSP jusqu'à Williamsville en passant par les « 220-logements », tous les trottoirs sont occupés par les vendeurs.
De 2 à 3 millions de personnes travaillent ou fréquentent les différents marchés et gares routières d'Adjamé.

### Marchés

#### Forum des marchés
Le forum des marchés constitue le plus important des neuf marchés de la commune d'Adjamé.
Le forum des marchés est situé dans le quartier « mairie 1 ». Le besoin d'infrastructures commerciales et les incendies à répétition (en 1989 et en 1993) du grand marché d'Adjamé ont conduit les autorités municipales à construire le forum des marchés sur deux niveaux au lieu d'un. Les travaux de construction ont commencé en 1997.
Le forum des marchés a une superficie d'1,5 hectare soit environ 15 000 mètres carrés, et une capacité de treize mille places. Le rez-de-chaussée abrite les magasins et les tables pour denrées alimentaires. Le premier et le deuxième étages sont occupés par les box réservés à la vente de chaussures, vêtements, bijoux, produits cosmétiques, pagnes, etc.
Les commerçants du forum des marchés sont issus de diverses communes du district d'Abidjan, et sont en majorité des Dioula, en général originaires du nord de la Côte d’Ivoire et des pays du nord frontaliers à la Côte d’Ivoire.

#### Marché gouro
Le marché gouro, surnommé la « Tour de Babel », est un marché vivrier. Il compte plus de 1 500 commerçants, essentiellement des femmes d'ethnie gouro (d'où son nom).
Il a été fondé en 1972 par Nanti Irié Lou Rosalie (décédée en 2005), qui a eu, la première, l'idée de créer un espace où les femmes de milieu rural, réunies en coopérative, pourraient vendre leurs produits vivriers. Le premier terrain attribué est l'espace Roxy d'Adjamé, qui existe toujours et est devenu le marché Roxy. Le modèle a ensuite été dupliqué et plusieurs communes à Abidjan ont leur marché gouro, notamment Cocody et Yopougon.
En 2025, la présidente de cette coopérative est Irié Lou Léafla

#### Black Market
Le centre commercial shopping Abrogoua, plus connu sous le nom « Black-Market » d’Adjamé, d'une surface d'environ un hectare, est situé en face de la grande mosquée d’Adjamé, et limité à l'ouest par le boulevard Nangui Abrogoua, à l’est par la gare routière interurbaine, au nord par l’immeuble Mirador et au sud par le marché gouro,. On y vend des appareils électroniques de tous genres, des vêtements, des chaussures, mais avant tout un très grand nombre de téléphones mobiles. Il compte environ 400 magasins et ses commerçants viennent de toute la sous-région.

#### Marché Roxy
Le marché d’Adjamé Roxy, inauguré en 1972, s’est progressivement transformé en marché parallèle de médicaments, dont 30 % seraient frauduleux. Les autorités ivoiriennes estimaient à 8 000 en 2017 le nombre vendeuses qui y étaient actives, en tout illégalité.

#### Marché Petit-Lomé
Il est adjacent à la grande mosquée d'Adjamé. La présidente du marché Petit-Lomé est Chérif Binaté.

## Transports

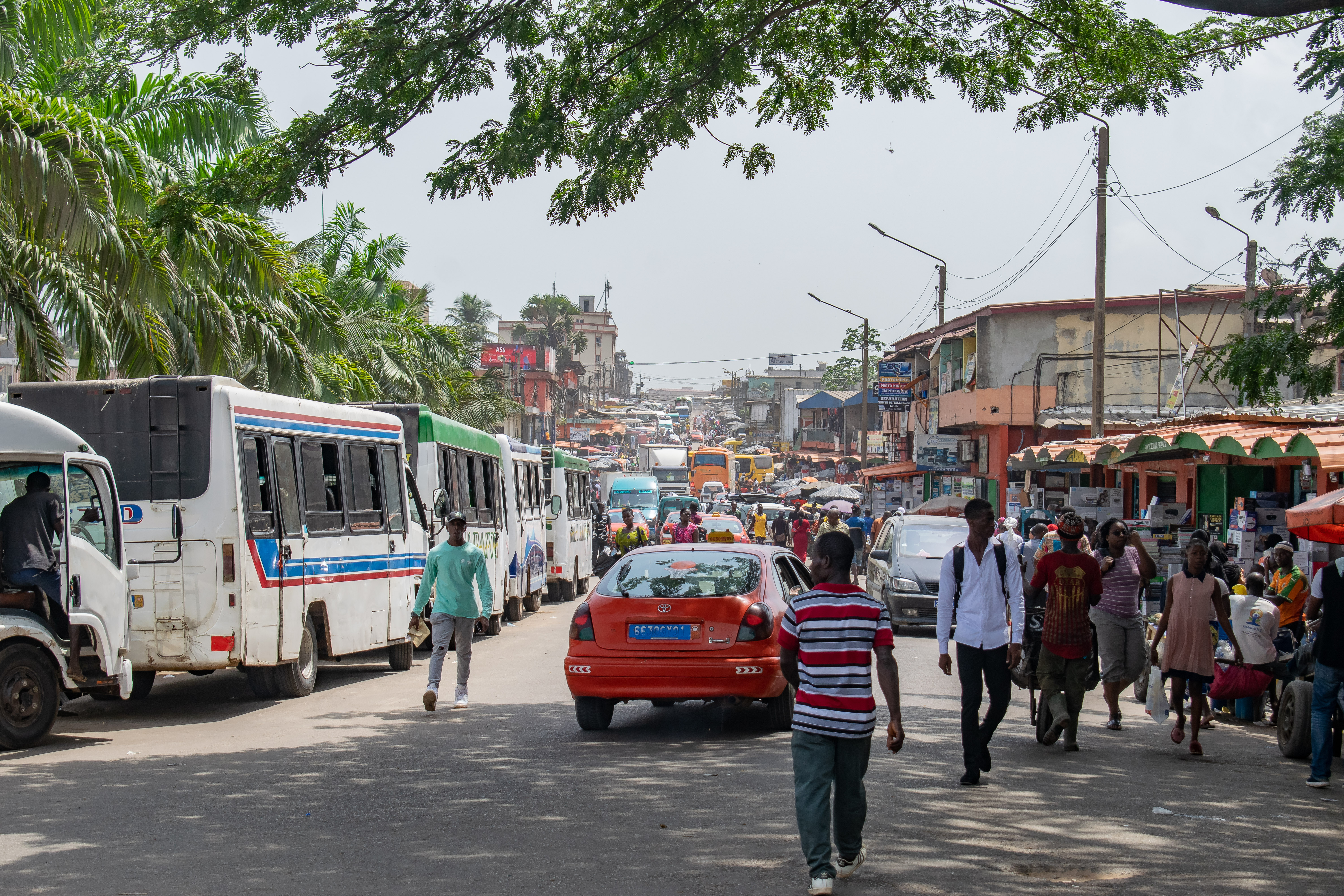
Une rue d'Adjamé (2020).

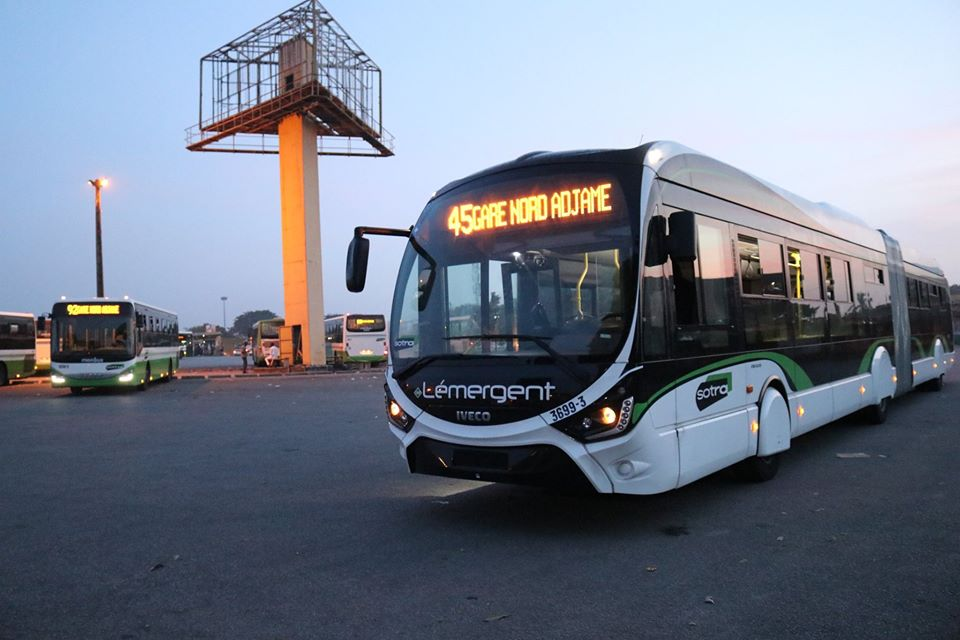
Bus articulé à la gare routière (2020).

Située au centre du district d'Abidjan, Adjamé abrite toutes les gares routières en direction des villes de l'intérieur du pays et des villes de la sous-région.
On recense notamment la gare GTI et la gare UTB.

### Train
Il y a également la gare des voitures qui est l'une des plus importantes des gares d'Adjamé. C'est pour ces raisons que le trafic routier est toujours dense aux environs de 17 h ; les embouteillages sont donc très fréquents à ces heures.

## Établissements scolaires
- Université d'Abobo-Adjamé ;
- Institut Sacré-Cœur d'Adjamé ;
- Collège Victor-Schoelcher ;
- INSP ;
- Lycée moderne d'Adjamé Harris ;
- Lycée moderne Djedji-Amondji-Pierre ;
- Lycée moderne Nangui-Abrogoua ;
- Collège Montherlant d'Adjamé ;
- Collège Cours-Loba ;
- Collège Soma-Samaké.

## Sport
La ville dispose d'un club de football, le Stella Club d'Adjamé, évolue en MTN Ligue 1 et qui dispute ses matchs sur le terrain du stade Félix-Houphouët-Boigny.
Comme dans la plupart des villes du pays, il est organisé, de façon informelle, des tournois de football à 7 joueurs qui, très populaires en Côte d'Ivoire, sont dénommés Maracanas.

### Centre de sport
- centre sportif culturel des TIC Ivoiro-Coréen[17];
- Centre sportif Soumahoro-Farikou[18].

## Santé

### Pharmacies
La commune d'Adjamé dispose d'environ quarante pharmacies.

## Personnalités liées à la commune
- Basile Boli (1967-), footballeur français ;
- Hamed Bakayoko (1965-2021), homme d'État ivoirien.

## Sécurité

### Commissariats
La commune d'Adjamé dispose de trois commissariats de police fonctionnels : 3e, 7e et 27e arrondissement.